# ハートコア
HeartCore Enterprises, Inc.（ハートコアエンタープライズ）は、アメリカ合衆国に法人登記されている企業で、ソフトウェア開発とコンサルティングサービスを提供している。日本法人であるハートコア株式会社（英: Heartcore Inc.）は東京都に位置し、HeartCore Enterprises, Inc.の子会社。
HeartCoreは米国をはじめ、ベトナムなどにも拠点を持ち、グローバルに事業を展開している。
同社は、以下3つの事業領域においてサービスを提供している。
• カスタマーエクスペリエンス マネジメント（CXM）：企業向けCMSを中心に、顧客体験の最適化を支援
• デジタルトランスフォーメーション（DX）：業務プロセスのデジタル化を推進するソリューションを提供
• バーチャルリアリティ ソリューション（VR）：VRを活用した体験型ソリューションを展開

#### ・カスタマーエクスペリエンスマネジメント（CXM）
「HeartCore CMS」（CMS：コンテンツ管理システム）の開発・販売を行い、AI(Artificial Intelligence）機能を兼ね備えたデジタルマーケティングプラットフォームとしての機能強化も進めている。ウェブサイト構築、マーケティング支援、外部システムとの連携など、多様な機能を備え、企業のデジタル戦略を包括的に支援している。
高負荷アクセスに対応可能なシステム基盤や、金融業界での導入実績を持つセキュリティ体制を備えており、顧客継続率の維持に寄与しているとされている。また、専門的な技術知識がなくても、ユーザーが直感的にコンテンツを作成・管理・更新できる操作性も評価されている。
2025年3月には、ビジネス開発を専門とするBusiness Developmentチーム（BizDevチーム）を新設し、新たなWeb関連サービス「Webbbbby」を立ち上げた。
これによりサービス体制が強化され、ウェブサイトの構築から運用・保守に至るまで、より幅広いニーズに対応可能となった。具体的には、ウェブサイトに関する上流工程のコンサルティング、SEOを含む運用支援、セキュリティ対応、デジタルアセット管理など、包括的なサービスを提供している。その結果として、HeartCore CMSを導入しない顧客層にも訴求力を高め、カスタマーサクセスの向上につなげている。

#### ・デジタルトランスフォーメーション（DX）
HeartCoreは、企業のデジタルトランスフォーメーション（DX）支援事業にも注力しており、業務の効率化や生産性の向上を目的とした各種ソリューションを提供している。
タスクマイニングとプロセスマイニングの両面から業務課題を可視化し、そのデータに基づいたコンサルティングサービスを行なっている。具体的には、タスクマイニングツール（CONTROLIO）や、プロセスマイニングツール（Apromore / myInvenio）や、さらにロボティック・プロセス・オートメーション（RPA）などの技術を活用し、マーケティング、営業、カスタマーサービスをはじめとする多岐にわたる業務プロセスの最適化を支援している。
主要な[[クライアントには、自動車メーカーをはじめ、金融業、小売業、情報サービス業などの大手企業が含まれており、複雑な業務フローを持つ企業に対しても柔軟かつ高度なソリューションを提供できる点を高く評価されている。

また、2022年にHeartCore Enterprises, Inc.がNASDAQ上場したことを契機に、米国市場での株式上場を目指す日本企業向けに、「Go IPOコンサルティングサービス」を開始。2024年には支援体制のさらなる強化を目的として、米国において HeartCore Financial, Inc.を設立し、同時に東京支店を開設している。
同社は、米国現地の経験豊富な弁護士、会計士、インベスター・リレーションズ（IR）の専門家との強固なネットワークを活かし、各企業の状況に応じた最適な支援を提供。具体的な支援内容としては、スキーム検討の初期段階から上場実現までのマネジメント、米国会計基準（US-GAAP）への会計基準の移行支援、監査及びデューディリジェンス対応、米国証券取引委員会（SEC)への提出資料の作成支援など、IPOに必要なプロセスを一貫してサポートしている。

## 製品・サービス
自社開発の商品と、他社商品の販売代理業が含まれる。
- カスタマーエクスペリエンス（CX）
  - HeartCore CMS[12] - Webコンテンツ管理システム
  - VR360[13] - Matterport 社の商品のカスタマイズ。空間撮影サービス
  - truRes-12K[14] - 12K対応リアルタイム360度カメラ
- デジタルトランスフォーメーション（DX）
  - HeartCore myInvenio[15] - プロセスマイニングツール。ERP（基幹業務システム）やSCM（サプライチェーン・マネジメントシステム）などの操作履歴データを分析することで業務プロセスを自動的に可視化し、問題箇所を特定する。IBM社の商品。
  - Apromore[16] - プロセスマイニングツール。Apromore Pty Ltd 社の商品。
  - CONTROLIO[17] - タスクマイニングツール。EfficientLab, LLC. 社の商品。
  - HeartCore Robo - RPA（ロボティック・プロセス・オートメーション）ツール
- データベース
  - オープンソースのMariaDBとMySQLの販売パートナー
- サービス
  - IPOコンサルティング[18] - 米国 NASDAQ 上場の新規公開株式コンサルティング[19]

## 沿革
- 2009年6月1日 - 株式会社ジゾン設立、代表取締役に神野純孝（本名：山本純孝）[3]が就任。CMSパッケージの販売を始めた[5]
- 2017年6月 - 本社を東京都品川区東五反田1-2-33白雉子ビル3Fに移転[5]
- 2018年6月1日 - 会社名を株式会社ジゾンから、主力製品名と同じ、ハートコア株式会社に社名変更[20]
- 2018年8月11日 - ISO27001の認証を取得[5][21]
- 2020年10月14日 - 2020年6月17日設立の一般社団法人プロセスマイニング協会（APMJ）に正会員として登録[22][23][24]
- 2021年5月18日 - HeartCore Enterprises, Inc. 設立[2]
- 2021年7月16日 - ハートコア株式会社がアメリカ合衆国デラウエア州にて登記した、ハートコアエンタープライズ社 (HeartCore Enterprises, Inc.) の子会社となった[5][2]
- 2022年2月10日 - NASDAQ Capital Market 市場に HeartCore Enterprises, Inc. が上場。[25]
- 2022年03月 - IPOコンサルティングサービス「Go IPO」を開始
- 2022年04月 - 企業のコンテンツ管理を進化させたオールインワンパッケージ型CMS「HeartCore」の新バージョンを提供開始
- 2022年06月 - 世界初12K 対応リアルタイム360°VR カメラ「truRes-12K」開発
- 2023年03月 - HeartCore CMSとChatGPTを連携し自動コンテンツ制作を支援
- 2023年04月 - HeartCore DAM（Digital Asset Management）を提供開始
- 2023年10月 - 個人の属性や興味・関心に応じて、Webサイト上や様々なデバイスに企業の伝えたい内容を出し分ける「Dashiwake」を提供開始 [26]
- 2024年02月 - 沖縄支社移転
- 2024年02月 - ベトナムのダナンにて合弁会社「HeartCore Luvina Vietnam」設立
- 2024年06月 - 米国上場支援に特化した「HeartCore Financial, Inc.」の東京支店を設立
- 2024年10月 - HeartCore CMS、SaaSモデルの提供を開始
- 2025年06月 - 「Webbbbby」Webサイト総合サポートサービスを提供開始